# Cărbuna, Ialoveni
Cărbuna este un sat din raionul Ialoveni, Republica Moldova.
Între Cărbuna și Zloți este amplasată rezervația peisagistică Cărbuna.

## Istorie

### Preistorie
Cele mai vechi urme de așezări omenești din aceste locuri datează cu 5-6 mii de ani în urmă. La Cărbuna a fost găsită o comoară arheologică de către Vladimir Gorețchi în anul 1961. Comoara include două vase, unul mai mare în care se păstrau diferite obiecte și altul mic – utilizat drept capac. În total comoara este compulsă din 852 de obiecte, dintre care 444 din bronz, 26 de piatră, 127 din oase, 254 din scoici.
Printre aceste obiecte sunt topoare de piatră, topor din cremene, topoare din marmură, brățări din aramă spiralate, mărgele, mărgele din dinți de cerb, mărgele din cristal de stâncă, mărfele de bronz, de os și de dinte omenesc. Se presupune că aceste lucruri aparțineau unor căpetenii de triburi venite din Balcani, întrucât prelucrarea aramei pe aceste teritorii a început mai târziu. Comoara este expusă în Muzeul Național de Etnografie și Istorie Naturală.
După așezările din eneolitic se presupune că aceste teritorii au fost mai puțin populate până în perioada Imperiului Roman. Din aceste timpuri au fost găsite urmele a 6 localități diferite și diferite obiecte ca vase, fragmente de amfore, monede.

### Epoca modernă
Prima mențiune a satului este la 30 octombrie 1775, când făcea parte din ținutul Hotărniceni. Izvoarele scrise mărturisesc că în 1785 în sat s-a construit o biserică mică de lemn. Astăzi în acel loc, pe care localnicii îl numesc „prestol” se găsește o construcție mică de piatră unde gospodarii din mahala aprind candela în zilele de sărbătoare. Pe la 1816 satul avea cam 150 de gospodării. În sat erau 4 preoți. Moșier al satului a fost Iancu Balș din 1821 până în anul 1839. Despre exploatarea grea a țăranilor ne vorbește și următorul fapt: în iunie 1815 țăranii Axentie și Antohii Tinco au încercat să fugă de la moșierul Iancu Balș, dar au fost prinși, iar Axantie, care a opus rezistență, a fost omorât. Ambele familii au fost întoarse moșierului.
Pe vremea moșierului Iancu Balș, Cărbuna avea 219 gospodării, 12 mori de vânt și 3 mori puse în funcțiune de cai. La 1835 documentele arată că între moșier și țărani au fost încheiate contracte despre obligațiile reciproce. La 1847 în Cărbuna s-au așezat cu traiul o parte din țăranii din satul Manzîri (Ucrainca de astăzi) nefiind de acord să încheie contracte cu boierul A. Sturza care deținea satul respectiv.
Către 1850 numărul familiilor s-a redus de la 230 la 126, multe familii preferând să se mute cu traiul în Extremul Orient, fiind ademenite de bogățiile pădurilor din regiunea fluviului Amur.
În septembrie 1861 în sat a fost deschisă prima școală parohială. În 1897-1898 se menționează că exista școala de alfabetizare, unde învățau 32 de elevi pentru cele 13 locuri în bănci, dar un număr impunător de copii rămâneau analfabeți din cei 1074 de locuitori ai satului. Dascăl în sat era Ignat Ivanov. Învățământul era în limba rusă.
După 1812, când Basarabia a fost anexată de Imperiul Rus, ținutul Hotărniceni este unit cu ținutul Codru prin dispoziția rezidentului Bahmetiev din 23 iulie 1816. În 1818, ținutul Codru și Greceni au fost comasate.
În Dicționarul geografic al Basarabiei publicat de Zamfir Arbore în 1904, Cărbuna era descris ca un sat vechi românesc, așezat pe pârâul Voroceha, aproape de stația căii ferate cu același nume și stația Zloți. Avea 201 case, cu o populație de 1.230 de oameni, majoritatea țărani români. Creșteau vii și grădini cu pomi.

## Demografie

### Structura etnică
Structura etnică a localității conform recensământului populației din 2004:
| Grup etnic                                               | Populație | % Procentaj  |
| -------------------------------------------------------- | --------- | ------------ |
| Băștinași declarați Moldoveni Băștinași declarați Români | 2119 11   | 99,02% 0,51% |
| Ruși                                                     | 6         | 0,28%        |
| Bulgari                                                  | 2         | 0,09%        |
| Ucraineni                                                | 1         | 0,05%        |
| Găgăuzi                                                  | 1         | 0,05%        |
| Total                                                    | 2140      |              |

## Administrație și politică
Componența Consiliului local Cărbuna (11 consilieri), ales la 5 noiembrie 2023, este următoarea:
|  | Partid                                       | Consilieri | Componență | Componență | Componență | Componență | Componență | Componență | Componență | Componență | Componență | Componență |
|  | -------------------------------------------- | ---------- | ---------- | ---------- | ---------- | ---------- | ---------- | ---------- | ---------- | ---------- | ---------- | ---------- |
|  | Partidul Acțiune și Solidaritate             | 10         |            |            |            |            |            |            |            |            |            |            |
|  | Partidul Socialiștilor din Republica Moldova | 1          |            |            |            |            |            |            |            |            |            |            |